# Wertästung
Die Wertästung (Wertastung, Aufastung) ist eine waldbauliche Maßnahme, die der Verbesserung der Holzqualität von Baumstämmen dienen soll. Sie kam am Ende des 17. Jahrhunderts auf.  Bei Baumarten, die sich schlecht natürlich reinigen (vor allem Nadelbäume), also ihre Totäste nur schlecht abwerfen, werden im jungen Alter im Stammbereich die Äste entfernt, um ein Einwachsen zu verhindern.
Ziel ist es, dass später die äußeren 2/3 der Stammrolle astfrei sind. Deshalb muss die Maßnahme früh ausgeführt werden, je nach Zieldurchmesser des Baumes also zum Teil schon bei einem Brusthöhendurchmesser von etwa 10 bis 12 Zentimetern. Meist wird nur bis zu einer Höhe von 6 Metern geastet. Nur bei einigen Baumarten, etwa bei Fichte, Lärche oder Douglasie, wird eine Hochastung auf bis zu 12 Metern vorgenommen. Wichtig ist, dass die belassene grüne Krone noch mindestens 40 Prozent der Gesamtbaumlänge beträgt.
Die Wertästung stellt eine hohe Investition dar und wird daher nur in gutwüchsigen gesunden Beständen (z. B. von Kiefer, Douglasie, Lärche oder Fichte) an sogenannten Auslese- oder Z-Bäumen vorgenommen. Diese dienen der Wertholzproduktion und werden im weiteren Bestandesleben von bedrängenden Bäumen freigestellt, bis sie ihre Hiebsreife erlangt haben.   
Man unterscheidet zwischen Trockenastung, bei der abgestorbene Äste entfernt werden, und Grünastung, bei der lebende grüne Äste abgesägt werden. Bei letzterer besteht die Gefahr, dass Pilze in die Schnittwunde eindringen und das Holz entwerten. Dagegen kann ein Einstreichen der Wunden mit Baumharz helfen.
Die Astung geschieht manuell mit Handgeräten wie Hand- oder Stangensägen oder der Flügelsäge, maschinell mit Klettersägen oder auch chemisch mit Herbiziden. Im letzteren Fall werden Wasserreiser behandelt, die dadurch absterben und vermorschen. Anschließend können sie mit einem Stoßeisen entfernt werden. 